# Felix Hemmerlin
Felix Hemmerlin (Hèmmërli in tedesco), noto anche con lo pseudonimo di Malleolus (Zurigo, 1388 – Lucerna, 1458), fu religioso della Chiesa Romana Svizzera, scrittore, amministratore ecclesiastico e avvocato della riforma della chiesa.
Ricoprì diversi impieghi ecclesiastici in Svizzera: fu anche corista a Zofingen (1412-54) e nella chiesa di Grossmünster a Zurigo (1429-54), ricoprì il ruolo di prevosto at Solothurn (1421-1455). Contribuì per la parte concernente alla riforma del clero al Concilio di Basilea.
All'epoca del Concilio scrisse, tra le altre opere, il De libertate ecclesiastica, il Dialogus de nobilitate et rusticitate e il De credulitate daemonibus adhibenda, opere di polemica politico-religiosa nelle quali già si rivela il libero spirito critico del Rinascimento umanistico.

## Biografia
Cresciuto nella scuola della collegiata nella nativa Zurigo, Hemmerlin entrò in seguito all'università di Erfurt. Da lì si trasferì poi a Bologna nel 1408 dove studiò legge per quattro anni.
All'inizio del 1412 Hemmerlin divenne canonico alla collegiata di San Felice e Regola a Zurigo. Poco dopo lo stesso incarico gli fu riconosciuto a San Maurizio di Zofingen.
Nel 1413 lo troviamo ancora all'università di Erfurt dove ottiene il diploma in legge.
Prende parte al Concilio di Costanza nel 1418.
Durante la vecchia guerra di Zurigo, combattuta dalla città contro una coalizione di tutte le città della Confederazione Svizzera (1436-1450), Hemmlin stese diversi lavori in cui accusava gli svizzeri di essere rustici villani ribellatisi contro i loro legittimi signori.
Il suo lavoro più conosciuto è il De Nobilitate et Rusticitate Dialogus, scritto nei primi anni del decennio 1440, e pubblicato a stampa nel 1493. Scrisse della scoperta delle isole disabitate delle regioni dell'ovest e documentò la missione francescana sull'isola Gran Canaria, fallita in seguito alle incursioni dei pirati avvenute a partire dal 1390. A differenza degli altri resoconti che giustificavano la conquista delle Canarie con l'evangelizzazione, Hemmerlin descrisse gli abitanti come selvaggi bisognosi della protezione del Portogallo e di Castiglia.
Dopo la fine della guerra, Zurigo strinse nuovamente alleanza con le altre comunità svizzere, e Hemmerlin venne arrestato e destituito da tutti i suoi incarichi.